# Gewone snuitvlieg
De gewone snuitvlieg (Rhingia campestris) is een insect uit de familie zweefvliegen (Syrphidae).

## Soorten
De naam snuitvlieg geldt voor nog twee andere soorten uit hetzelfde geslacht; Rhingia rostrata (rode snuitvlieg) en Rhingia austriaca. De soort Rhingia campestris is echter het meest algemeen en er is meer over bekend. De drie soorten zijn moeilijk uit elkaar te houden, en hebben een gelijke levenswijze.

## Beschrijving
Het lichaam is gedrongen; het achterlijf erg rond en geel- tot donkerbruin met drie duidelijke donkere en dunne dwarsstrepen, een zwartgrijs borststuk met donkere lengtestrepen en twee grote, ovale ogen die vaak rood tot bruin van kleur zijn. De vleugels zijn in rust helemaal over elkaar op de rug gevouwen. Dit in tegenstelling tot de meeste vliegen en hierdoor doet deze soort aan een kleine wesp denken.

## Voeding
De naam 'snuitvlieg' duidt op het kegelvormige, gepunte uitsteeksel vooraan de kop dat bruin van kleur is. Hieraan heeft de vlieg vele bijnamen te danken, met als opmerkelijkste naam Heineken fly in de Engelse taal. Dit uitsteeksel dient niet om mee te steken, maar om nog dieper in de bloem door te dringen om zo meer nectar op te kunnen zuigen. Veel andere soorten zweefvliegen eten zowel nectar als stuifmeel, maar deze soort heeft geen stuifmeel nodig als voedsel. Onder de verlenging van de kop zit de eigenlijke zuigsnuit; een zwarte, nog veel langere gelede 'snuit', die als de snuitvlieg niet eet opgevouwen wordt en dan niet zichtbaar is.